# Girls Who Code
«Girls Who Code» — некоммерческая организация, целью которой является поддержка и увеличение числа женщин, занимающихся информатикой, путем развития у молодых девушек необходимых компьютерных навыков для реализации возможностей XXI века. Организация работает над устранением гендерных различий в занятости в сфере технологий и изменением представления о том, как должен выглядеть программист. Проводится семинедельная программа летнего погружения, двухнедельная специализированная программа кампуса, организуются внеклассные клубы, выпущена серия из 13 книг в издательстве Penguin Books, ставшая бестселлером в 2017 году по версии New York Times.

## Резюме
«Girls Who Code» была основана Решмой Сауджани в 2012 году, которой пришла в голову идея создания организации в ходе её избирательной кампании в Конгресс США, когда она заметила, что в посещенных ею школах мало девочек в классах информатики. В течение учебного года организация проводит программы по обучению девочек старших классов компьютерным навыкам, таким как программирование, робототехника и веб-дизайн, с сессиями, включающими проекты и поездки в такие компании, как Twitter и Facebook. В настоящее время насчитывается более 1500 клубов «Girls Who Code» по всей Америке, а организация поставила цель научить программировать один миллион девочек к 2020 году. К декабрю 2014 года три тысячи студенток закончили программу «Girls Who Code», 95 % из которых продолжили изучать информатику в университете.
Организация спонсируется рядом IT-компаний, включая AOL, Google и Microsoft, и в августе 2014 года получила пожертвование в размере 1 миллиона долларов от AT&T. Согласно отчетам Налоговой службы, в 2015 году сама Решма Сауджани получила от организации зарплату в размере 224 913 долларов США.

## История
По состоянию на 2015 год, только 18 % выпускников колледжей информатики в США — девушки. Основательница «Girls Who Code» Решма Сауджани считает, что одной из причин этой ситуации стало то, что девочек воспитывают, чтобы они «были идеальными», а мальчиков — «быть храбрыми». Решма Сауджани выступила на TED Talk, где рассказала о последствиях, с которыми девочки столкнутся в своем будущем, если не будут принимать на себя риски. Она посвятила свое выступление отрасли высоких технологий и о том, что, по её мнению, в этой отрасли существует предвзятое отношение к женщинам. Было объявлено, что «Girls Who Code» должна расшириться до всех 50 штатов, что сделает её крупнейшей образовательной IT-программой для девочек в США. В августе 2017 года «Girls Who Code» запустила серию из 13 книг совместно с компанией Penguin Random House, в том числе научно-популярную книгу «Девочки, которые кодируют: научиться кодировать и изменить мир» («Girls Who Code: Learn to Code and Change the World»), а также несколько художественных книг. Было запланировано охватить более 50 000 девочек образовательными программами «Girls Who Code» по информатике.
Усилия организации по устранению гендерного разрыва в сфере IT были отмечены несколькими наградами. Сауджани получила награду за «свое видение и усилия по сокращению гендерного разрыва в технологиях».

## Партнерство
В 2016 году «Girls Who Code» стала партнёром консалтинговой фирмы Accenture, чтобы ещё эффективнее работать над будущим технологий. Впоследствии они выпустили совместный отчет с рекомендациями по сокращению гендерного разрыва в компьютерной сфере.
«Girls Who Code» также объявила, что выпустит специальное приложение в Apple App Store с целью увеличения популярности и привлечения большего числа людей.
Партнёром организации по поддержке внешкольных программ для девочек стала компания Dell Technologies.
11 октября 2018 года «Girls Who Code» стала партнером TikTok, запустив хэштег #raiseyourhand. Было объявлено о выделении 1 доллара США за каждое видео, размещенное в ТикТоке с использованием хэштега, но в сумме не более чем 10 000 долларов США.
В декабре 2021 года Girls Who Code сотрудничали с певицей Doja Cat, чтобы создать DojaCode, интерактивное музыкальное видео на её  сингл «Woman». Интерактивное видео знакомит участниц с тремя языками кодирования (JavaScript, Python и CSS) и позволяет им изменять внешний вид музыкального видео с помощью этих языков. Это сделано для того, чтобы заинтересовать больше девочек-подростков компьютерным программированием.